# Bewegung für eine demokratische Slowakei
Die Hnutie za demokratické Slovensko (Kurzbezeichnung HZDS, deutsch: Bewegung für eine demokratische Slowakei, ab 2003 Ľudová strana – HZDS, Kurzbezeichnung ĽS-HZDS, deutsch: Volkspartei – HZDS) war eine von 1991 bis 2014 bestehende slowakische politische Partei.
Sie wurde von Vladimír Mečiar als Abspaltung von der Verejnosť proti násiliu (Öffentlichkeit gegen Gewalt, VPN) gegründet und war von 1992 bis 2010 im slowakischen Parlament vertreten. Eine konkrete ideologische Einordnung der HZDS fällt schwer, von Experten werden ihr meist eine national-populistische Rhetorik sowie linke Positionen in der Wirtschaftspolitik zugeschrieben.
Die HZDS war nach ihrem Wahlsieg 1992 die tragende Partei der slowakischen Unabhängigkeit zum 1. Januar 1993 und blieb mit einer kurzen Unterbrechung bis 1998 an der Macht. Als Oppositionspartei stellte sie bis 2006 weiterhin die stimmenstärkste Fraktion im slowakischen Nationalrat. Nach acht Jahren in der Opposition gelang der mittlerweile zu einer Kleinpartei geschrumpften HZDS von 2006 bis 2010 erneut eine Regierungsbeteiligung als Juniorpartner in der Regierung Robert Fico I. Bei den Parlamentswahlen 2010 scheiterte die Partei erstmals an der 5 %-Hürde und war seit diesem Zeitpunkt nicht mehr im Parlament vertreten. Am 11. Januar 2014 wurde auf dem Parteitag in Žilina durch die Delegierten die freiwillige Auflösung der Partei und deren gleichzeitige Neugründung als Partei der demokratischen Slowakei beschlossen.

## Ideologische Positionierung
Die ideologische Einordnung der Mečiar-Bewegung war zur Zeit ihrer Gründung 1992 schwierig und blieb über die Jahrzehnte ein Problem der Politikwissenschaft. In der Eigenwerbung stellte sich die HZDS durchweg als „zentristisch“ dar. Dem slowakischen Politikwissenschaftler Grigorij Mesežnikov zufolge war sie „nicht auf ein Programm oder eine Ideologie gebaut, sondern die Partei eines Mannes“, nämlich Mečiars. Dem gängigen links/rechts-Schema entzog sie sich daher. Während ihrer Regierungszeit in den 1990er-Jahren trat sie für ökonomische Reformen ein, war dabei aber weniger konsequent als die tschechischen Post-Bürgerforum-Parteien, sie betonte „slowakische Interessen“ und bemühte sich, soziale Härten zu vermeiden. Ihre Politik war durch einen „nationalen Akzent“ geprägt, jedoch keinen radikalen Nationalismus. Ein wichtiger Punkt ihrer Rhetorik waren die Interessen der „einfachen Leute“.
Kai-Olaf Lang bezeichnet die HZDS und Mečiar als „das Paradebeispiel für diffusen Nationalpopulismus in Ostmitteleuropa“. Laut Simon Gruber (2010) stützte sich die HZDS auf Mečiars „Charisma und eine linkspopulistisch-nationalistische, inhaltlich undeutliche Rhetorik“. Der Rechts- und Politikwissenschaftler Georg Brunner beschrieb die HZDS 1997 als „linksnationalistisch-populistisch“, die Politikwissenschaftlerin Rozaliya Dimitrova und der Wiener Journalist Werner Pirker vertreten die Einordnung als „linksnationalistisch“, die deutschen Politikwissenschaftler Hendrik Meyer und Olaf Wientzek bezeichnen die HZDS 2008 als „linksnational“.
Die Konrad-Adenauer-Stiftung stufte sie hingegen 2002 als „rechtspopulistisch“ ein. Der Journalist Tomasz Konicz bezeichnete die HZDS 2006 als „moderate Nationalisten“. Der österreichische Osteuropaexperte Hannes Hofbauer stufte sie 2009 als „bürgerlich-national“ ein. Klaudia Hanisch vom Göttinger Institut für Demokratieforschung bezeichnete die Partei 2010 als „nationalkonservativ“, ebenso die Wiener Zeitung. In der jungen Welt wurde sie auch einfach nur als „konservativ“ bezeichnet.
David Noack bezeichnete die HZDS in der Österreichischen Militärischen Zeitschrift 2011 als „Gaullisten“.

## Geschichte

### 1990er Jahre
Vladimír Mečiar amtierte bereits seit den ersten freien slowakischen Parlamentswahlen 1990 als slowakischer Premierminister für die politische Bewegung Verejnosť proti násiliu (Öffentlichkeit gegen Gewalt, VPN). Allerdings kam es zu internen Spannungen zwischen Mečiar und der Führung der Bewegung, die Mečiar bereits einen autoritären bzw. nationalistischen Regierungsstil vorwarfen. Mečiar gründete daraufhin mit seinen Anhängern die HZDS und wurde von der VPN vom Amt des Premierministers abberufen. Die HZDS wurde jedoch bei der Nationalratswahl 1992 mit großem Abstand stimmenstärkste Fraktion – auf sie entfielen 37,26 % der Stimmen bzw. 74 von 150 Mandate. Die VPN schaffte nicht den Wiedereinzug in den Nationalrat. Mečiar wurde daraufhin wieder Premierminister einer Minderheitsregierung. Als neuer Premier einigte er sich nach kurzen Verhandlungen mit seinem tschechischen Amtskollegen Václav Klaus auf die Teilung der Tschechoslowakei in zwei unabhängige Nationalstaaten mit Wirkung zum 1. Januar 1993. Als Kompromisskandidat der HZDS wurde nach der Unabhängigkeit Michal Kováč neuer Staatspräsident der nun unabhängigen Slowakei, nachdem der ursprüngliche HZDS-Kandidat Roman Kováč in mehreren Wahlgängen nicht die notwendige 3/5-Mehrheit der Abgeordneten erreicht hatte. Nach mehreren Monaten der Verhandlung trat die Slovenská národná strana (SNS) in die Regierung ein.
In den folgenden Monaten kam es jedoch zu Spannungen zwischen dem neuen Staatspräsidenten und dem Ministerpräsidenten, der wiederum Mečiars autoritär-nationalistischen Führungsstil kritisierte. Zudem traten wegen des Führungsstils des Premiers und wegen das nationalistischen Kurses einzelne Abgeordnete aus der HZDS- und aus der SNS-Fraktion aus, so dass die HZDS-SNS-Koalition im Laufe der Legislatur ihre Regierungsmehrheit einbüßte. Mečiar wurde im März 1994 daher vom Nationalrat erneut als Premierminister abberufen. Neuer Premierminister wurde der aus der HZDS ausgetretene Außenminister Jozef Moravčík, der eine breite Koalition nahezu aller Parteien und Abgeordneten außer der HZDS und der SNS anführte.
Die HZDS gewann jedoch die vorgezogene Nationalratswahl 1994 mit 34,97 % der Stimmen (61 von 150 Abgeordnete). Sie bildete wieder eine Koalition mit der SNS und der neugegründeten ZRS, welche die volle Legislaturperiode überstand. Mečiar wurde zum dritten Mal Premierminister.
Zwar wurde die HZDS auch bei den Parlamentswahlen 1998 mit 27 % knapp vor der SDK stärkste Partei. Allerdings gelang es Mečiar nun nicht mehr, eine Koalition zu bilden. Mehrere Parteien unterschiedlicher politischer Spektren, die bürgerliche SDK, die sozialdemokratische SDL, die ungarische Minderheitenpartei SMK und die Partei des Bürgerlichen Verständnisses (SOP) schlossen sich stattdessen zu einer breiten „Anti-Mečiar-Koalition“ unter Mikuláš Dzurinda zusammen. Auch bei den slowakischen Präsidentschaftswahlen im Mai 1999 konnte die HZDS nicht reüssieren. Die Wahl fand erstmals als Direktwahl statt, nachdem sich das Parlament monatelang nicht auf einen gemeinsamen Kandidaten für das Präsidentenamt hatte einigen können. Mečiar unterlag als Kandidat der HZDS dem von den meisten Regierungsparteien unterstützten Kandidaten Rudolf Schuster (SOP) mit 37 % zu 47 % im 1. Wahlgang, bzw. 43 % zu 57 % im zweiten Wahlgang.

### 2000er Jahre
Bei den Nationalratswahlen 2002 wurde die HZDS mit 19,5 % erneut knapp stärkste Partei, jedoch konnte Ministerpräsident Mikuláš Dzurinda in einer Mitte-rechts-Koalition im Amt bleiben. Bei der Präsidentschaftswahl 2004 konnte Mečiar als Kandidat der HZDS zwar den 1. Wahlgang mit 32,73 % für sich entscheiden. In der Stichwahl musste er sich jedoch mit 40 zu 60 % dem ehemaligen Parlamentspräsidenten Ivan Gašparovič geschlagen geben, der selbst bis 2002 Mitglied der HZDS gewesen war und dann die HZD gegründet hatte und auch von der SMER unterstützt wurde. Bei den Europawahlen 2004 wurde die LS-HZDS mit 17 % knapp hinter der SDKU zweitstärkste Kraft. Die drei auf der Liste der LS-HZDS gewählten Abgeordneten blieben fraktionslos.
Bei den Wahlen 2006 bekam die ĽS-HZDS noch 8,79 % der Stimmen und konnte nur noch mit 16 Mandaten in das Parlament einziehen. Sie war nunmehr nur noch fünftstärkste Partei im Nationalrat. Sie bildete als Juniorpartner der linken SMER wiederum zusammen mit der rechtspopulistischen SNS eine Koalitionsregierung unter dem SMER-Vorsitzenden Robert Fico als neuen Premier. Die ĽS-HZDS stellte dabei zwei Minister, ursprünglich einen weniger als die SNS, später hatten jedoch beide kleineren Koalitionspartner zwei Ministerposten.
Ab 2009 gehörte die ĽS-HZDS der Europäischen Demokratischen Partei an. Bei der Europawahl in der Slowakei 2009 erhielt sie noch 9 % der Stimmen und stellte nur noch einen Abgeordneten.

### 2010er Jahre
Laut einer Umfrage im Januar 2010 hätte die ĽS-HZDS bei einer Wahl zum Nationalrat noch ein Stimmpotenzial von 5,4 % gehabt. Bei den Parlamentswahlen am 12. Juni 2010 erzielte sie jedoch nur noch 4,3 % Stimmen und konnte damit erstmals in der unabhängigen Slowakei nicht mehr in das Parlament einziehen. Das schlechte Abschneiden der einstigen Volkspartei wurde in der slowakischen Presse bereits als das „Ende der Mečiar-Ära“ bezeichnet. Die ĽS-HZDS hatte danach eine Schwerpunktsetzung auf Regional- und Kommunalwahlen bekannt gegeben. Danach konnte die Partei bei Wahlen allerdings keine nennenswerte Erfolge mehr erzielen. Bei den vorgezogenen Nationalratswahlen 2012 erreichte die Partei lediglich 0,93 % der Stimmen und war damit weit von einer Rückkehr ins Parlament entfernt. Mečiar kündigte daraufhin seinen Rückzug aus der Politik an und trat im September 2013 als Parteivorsitzender der LS-HZDS zurück. Im Dezember 2013 verließ er nach einem Streit mit der neuen provisorischen Parteiführung unter Sergej Kozlík die Partei, da die neue Führung angeblich den Bankrott und die Liquidation der Partei vorbereiteten. Kurz darauf, am 11. Januar 2014, löste sich die LS-HZDS tatsächlich auf. Die neue Parteiführung sprach sich jedoch dafür aus, eine neue politische Bewegung unter dem Namen „Strana demokratického Slovenska“ (Partei der demokratischen Slowakei) ins Leben zu rufen.

## Abspaltungen
Die HZDS entstand selbst als Abspaltung der Verejnosť proti násiliu (Öffentlichkeit gegen Gewalt, VPN), die sich nach dieser Abspaltung zur Občianska demokratická únia – VPN (Bürgerliche demokratische Union – VPN, abgek. ODÚ-VPN, später nur ODÚ) transformierte, allerdings nach dem Misserfolg bei den Wahlen 1992 wieder auflöste.
Nach den Austritt aus der HZDS rief Jozef Moravčík die Demokratická únia Slovenska (DeúS) ins Leben, die bei den Wahlen 1994 mit 8,6 % den Sprung in den Nationalrat schaffte. 1995 schloss sich die DeúS mit der 1994 entstandenen gemäßigten Abspaltung der SNS Národno-demokratická strana (Volksdemokratische Partei) zur Demokratická únia (Demokratische Union) zusammen. 2000 ging diese Bewegung in die SDKÚ-DS auf.
Die 2002 gegründete Hnutie za demokraciu (HZD), der der von 2004 bis 2014 amtierende Staatspräsident Ivan Gašparovič angehörte, ist eine weitere Abspaltung der HZDS. Die HZD blieb quasi irrelevant bei allen Wahlen außer den Präsidentschaftswahlen 2004 und 2009.

## Wahlergebnisse in der Übersicht
| Jahr | Wahl                | Wähleranteil | Parlamentssitze | Platz | Regierung |
| ---- | ------------------- | ------------ | --------------- | ----- | --------- |
| 1992 | Parlamentswahl 1992 | 37,3 %       | 74/150          | 1.    | Ja        |
| 1994 | Parlamentswahl 1994 | 35,0 %       | 61/150          | 1.    | Ja        |
| 1998 | Parlamentswahl 1998 | 27,0 %       | 43/150          | 1.    | Nein      |
| 2002 | Parlamentswahl 2002 | 19,5 %       | 36/150          | 1.    | Nein      |
| 2004 | Europawahl 2004     | 17,0 %       | 3/14            | 2.    | —         |
| 2006 | Parlamentswahl 2006 | 8,8 %        | 15/150          | 5.    | Ja        |
| 2009 | Europawahl 2009     | 9,0 %        | 1/14            | 5.    | —         |
| 2010 | Parlamentswahl 2010 | 4,3 %        | 0/150           | 8.    | Nein      |
| 2012 | Parlamentswahl 2012 | 0,9 %        | 0/150           | 12.   | Nein      |